# Považská Teplá
Považská Teplá (maďarsky Vághéve) je městská část Považské Bystrice, tvořící severovýchodní okraj města. Byla připojena roku 1979. Má vesměs vesnický charakter, asi 1500 obyvatel a rozlohu 11,5 km².

## Geografie
Čtvrť se nachází asi 4 km severovýchodně od centra města, na levém břehu Váhu, naproti Považskému Podhradí s Považským hradem. Její osu tvoří údolí Manínského potoka, vyúsťující zde do doliny Váhu. Většina území obce je kopcovitá až hornatá, ve východní části se nacházejí Manínské vrchy (součást Súľovských vrchů) s vrcholy Velký a Malý Manín a turisticky atraktivní Manínskou tiesňavou. Tato část obce je také zahrnuta do CHKO Strážovské vrchy.
Okolo čtvrti vede silnice I/61 z Považské Bystrice směrem do Bytče a Žiliny, a v téže trase také železniční koridor se zastávkou.
V rámci považskobystrické MHD je Považská Teplá obsluhována autobusovou linkou 5.

## Zajímavosti
- vila baronky Popperové z roku 1874, s pamětní deskou Martina Kukučína
- novodobý kostel Panny Marie Sedmibolestné z roku 1994
- soukromé muzeum numizmatiky, archeologie a lidových řemesel (č.p. 71)
- Manínská tiesňava